# 미도리역 (홋카이도)
미도리역(일본어: 緑駅)은 일본 홋카이도 샤리 군 기요사토정에 위치한 홋카이도 여객철도 센모 본선의 철도역이다. 역 번호는 B67이며, 상대식 승강장 2면 2선의 구조를 갖춘 지상역이다.

## 타는 곳
| 1    | ■ 센모 본선 | 하행                                  | 마슈 · 시베차 · 구시로 방면  |  |
| 상행 | ■ 센모 본선 | 시레토코샤리 · 아바시리 · 기타미 방면 | (당 역 시발)                 |  |
| 2    | ■ 센모 본선 | 상행                                  | 시레토코샤리 · 아바시리 방면 |  |

## 역 주변
- 기요사토 정청 미도리초 지소

## 역사
- 1931년 9월 20일 : 일본국유철도의 가미삿쓰루역으로서 개업. 일반역.
- 1938년 : 가미삿쓰루 삼림철도 개설.
- 1955년 : 가미삿쓰루 삼림철도 폐지.
- 1956년 4월 10일 : 미도리역으로 역명 개칭.
- 1968년 7월 16일 : 가와유 역 간의 증기기관차 보조 기계 운용을 위해 전차대가 사용중지.
- 1982년 9월 10일 : 화물 취급 폐지.
- 1984년 2월 1일 : 소화물 취급 폐지.
- 1986년 11월 1일 : 역무원 배치 종료.
- 1987년 4월 1일 : 일본국유철도 분할 민영화에 의해, 홋카이도 여객철도가 승계.
- 2001년 9월 16일 : 센모 본선 전 개통 70주년 기념 식전을 이 역에서 거행.

## 인접 역
| 홋카이도 여객철도 센모 본선 | 홋카이도 여객철도 센모 본선 | 홋카이도 여객철도 센모 본선       |
| --------------------------- | --------------------------- | --------------------------------- |
| B 68 삿쓰루 아바시리 방면   | ■ 센모 본선                 | 가와유온센 B 66 히가시쿠시로 방면 |